# Huiskaardespin
De huiskaardespin (Amaurobius fenestralis) is een spin uit de familie nachtkaardespinnen (Amaurobiidae).
De spin komt onder andere voor in Nederland en België.